# L'Audacieuse
L’Audacieuse est la tête  de série des dix patrouilleurs de la Marine nationale du type P400 destinés aux tâches de protection des zones économiques exclusives ou de service public.

Lège-Cap Ferret, Andernos, Arès et Lanton parrainent le patrouilleur L’Audacieuse depuis juillet 1987. Son indicatif visuel est P682.
Désarmée en 2011, elle est amarrée au port de Brest, en attente de son démantèlement. En 2022, elle est déplacée au Cimetière de Landévennec toujours dans l'attente de sa déconstruction.

## Missions
Les missions de L’Audacieuse sont de l'ordre de la protection (patrouille, contrôle d'embargo, action de souveraineté, transport de commandos) ou de service public (secours en mer, police de la navigation, police des pêches, assistance aux zones isolées...).

## Homonymie
L'Audacieuse est également le nom d'une frégate à vapeur de 800 chevaux lancée le 26 avril 1856.